# Heksemel
Heksemel kan være det gule sporestøv fra planten Femradet Ulvefod (Lycopodium annotinum). Det kan dog også være sporer fra andre sporedannende vækster, herunder svampe som f.eks. støvbold. Pointen er, at sporerne, på grund af deres store olieindhold, brænder eksplosionsagtigt, når de bliver pustet ind i åben ild. Effekten har været benyttet på teatre. 
En spøg i gamle dage var at komme et lille drys heksemel i et blækhus. Det lægger sig på overfladen og forhindrer blækket i at sætte sig på pennen. Heksemel har også været brugt som slipmiddel på modeller under fremstilling af forme i støberier og til at forhindre nytrillede piller i at klæbe sammen.
| Botanik | Spire Denne botanikartikel er en spire som bør udbygges. Du er velkommen til at hjælpe Wikipedia ved at udvide den. |